# Lucicutia profunda
Lucicutia profunda är en kräftdjursart som beskrevs av Brodsky 1950. Lucicutia profunda ingår i släktet Lucicutia och familjen Lucicutiidae. Inga underarter finns listade i Catalogue of Life.